# 岐阜県水産研究所
岐阜県水産研究所（ぎふけんすいさんけんきゅうじょ）とは、岐阜県各務原市川島笠田町にある、岐阜県が設置する公設試験研究機関である。

## 概要
岐阜県の水産業の振興及び水域環境の創出に関する総合的な研究開発の拠点である。主に生物多様性の保全及びアユ、アマゴなどの漁業資源の増養殖技術等の開発並びにこれらの研究成果の普及、啓発活動の強化を行っている。
本所（各務原市）と下呂支所（下呂市）がある。本所は河川環境楽園内にある。

## 組織構成

### 本所
- 試験研究部
- 漁業研修部

### 下呂支所
- 試験研究担当

## 沿革
- 1923年（大正12年） - 岐阜県水産会により、安八郡安井村禾ノ森（現在の大垣市禾森町）に岐阜県水産増殖試験場を設立。
- 1924年（大正13年） - 大野郡大名田町（現在の高山市名田町）に岐阜県水産増殖試験場飛騨分場を設置。
- 1928年（昭和3年） - 岐阜県水産増殖試験場が安八郡安井村江崎（現在の大垣市江崎町）に移転。
- 1931年（昭和6年） - 大野郡荘川村に岐阜県水産増殖試験場庄川水産増殖場を設置。
- 1945年（昭和20年） - 飛騨分場を廃止。
- 1952年（昭和27年） - 岐阜県水産増殖試験場が岐阜県に移管され、岐阜県水産試験場に改称。
- 1956年（昭和31年） - 吉城郡上宝村平湯（現在の高山市奥飛騨温泉郷平湯）に岐阜県水産試験場平湯試験場を設置。
- 1958年（昭和33年） - 益田郡萩原町羽根（現在の下呂市萩原町羽根）に岐阜県冷水魚養殖試験場を設置。
- 1960年（昭和35年） - 大垣市の岐阜県水産試験場の本所が益田郡萩原町の岐阜県冷水魚養殖試験場に移転。大垣市の施設、及び平湯試験場を廃止。
- 1961年（昭和36年） - 庄川水産増殖場を廃止。
- 1974年（昭和49年） - 水産試験場新庁舎（現在の下呂支所）が完成。
- 2000年（平成12年） - 岐阜県淡水魚研究所に改称。
- 2005年（平成17年） - 岐阜県河川環境研究所に改称。各務原市川島笠田町の河川環境楽園内に本所施設が完成し、4月25日に水辺共生体験館と合同で開所式を行う[3]。下呂市の施設は下呂支所に改称。
- 2014年（平成26年） - 岐阜県水産研究所に改称。

## 住所
岐阜県水産研究所
- 岐阜県各務原市川島笠田町官有地無番地（河川環境楽園内）

岐阜県水産研究所下呂支所
- 岐阜県下呂市萩原町羽根2605-1（下呂総合庁舎の北）

## 交通アクセス

### 岐阜県水産研究所
- 岐阜バス笠松川島線「河川環境楽園」バス停より徒歩で約8分。
- 各務原市ふれあいバス川島線「河川環境楽園」バス停より徒歩で約8分。
- 笠松町公共施設巡回町民バス「スポーツ交流館前」バス停より徒歩で約15分。

※ 自動車の場合、河川環境楽園の中央駐車場、西口駐車場、東海北陸自動車道川島PAを利用することになる。

### 岐阜県水産研究所下呂支所
- JR高山本線「飛騨萩原駅」下車、徒歩で約30分。
- げろバス川西北線「あさぎりサニーランド」バス停より徒歩で約5分。